# Meridiano 179 E
O meridiano 179 E é um meridiano que, partindo do Polo Norte, atravessa o Oceano Ártico, Ásia, Oceano Pacífico, Oceano Antártico, Antártida e chega ao Polo Sul. Forma um círculo máximo com o meridiano 1 W.
Começando no Polo Norte, o meridiano 179º Este tem os seguintes cruzamentos:
| País, território ou mar | Notas                                                                                            |
| ----------------------- | ------------------------------------------------------------------------------------------------ |
| Oceano Ártico           |                                                                                                  |
| Rússia                  | Okrug Autónomo de Chukotka - Ilha de Wrangel                                                     |
| Mar de Chukchi          |                                                                                                  |
| Rússia                  | Okrug Autónomo de Chukotka                                                                       |
| Mar de Bering           | Golfo de Anadyr                                                                                  |
| Rússia                  | Okrug Autónomo de Chukotka                                                                       |
| Mar de Bering           |                                                                                                  |
| Estados Unidos          | Ilha de Amchitka, Alasca, Estados Unidos                                                         |
| Oceano Pacífico         | Passa a leste da ilha Vaitupu, Tuvalu · Passa a oeste do atol Funafuti, Tuvalu                   |
| Fiji                    | Ilha Vanua Levu                                                                                  |
| Mar de Koro             | Passa a leste da ilha Makogai, Fiji                                                              |
| Fiji                    | Ilha Wakaya                                                                                      |
| Oceano Pacífico         | Passa a oeste das Ilhas Bounty, Nova Zelândia · Passa a leste das Ilhas Antípodas, Nova Zelândia |
| Oceano Antártico        |                                                                                                  |
| Antártida               | Dependência de Ross, reclamada pela Nova Zelândia                                                |